# Camfil
Camfil (bis 2012 Camfil Farr) ist ein Unternehmen auf dem Gebiet der Reinlufttechnik und Luftfilterproduktion. Es gibt eine eigene Produktentwicklung, F&E sowie regionale Vertretungen auf allen Kontinenten. Die Unternehmensgruppe Camfil ist der größte Hersteller von Luftfiltern in allen Partikelfilterklassen, mit insgesamt 30 Produktionsstätten. Es werden Filterprodukte für Gebäude, Schulen, Museen, Flughäfen, Krankenhäuser, Lebens- und Nährmittelindustrie, pharmazeutische Industrie, Kernenergie, chemische, petrochemische und Automobilindustrie entwickelt, produziert und vertrieben.

## Geschichte
Das Unternehmen wurde 1963 von Gösta Larson als Camfil AB gegründet. Im selben Jahr vereinbarte das Unternehmen ein Joint Venture mit Cambridge, USA. In der folgenden Zeit wurden Tochtergesellschaften in Deutschland (1966), Schweiz (1969), Dänemark (1972), Holland (1973), Belgien (1974), Italien (1975), Frankreich (1976), Finnland (1979) und England (1982) gegründet.
Mit Jan Eric Larson, der ab 1983 Chairman war, übernahm Camfil 1985 das irische Unternehmen Allied Filters & Pumps sowie 1989 die französische Sofiltra und die amerikanische Filtra. Nach der Gründung einer schwedischen und einer spanischen Tochtergesellschaft 1995 folgten weitere Übernahmen: 1997 Automet Filtration Ltd, England, 1998 Industrifilter AB, Schweden und 1999 Delcon Filtration Group Inc., Kanada.
Im Jahr 2000 wurde die australische Camfil Pty Ltd und die polnische Camfil Polska Sp.z.o.o. gegründet und die amerikanische Farr Co. übernommen. Ein Jahr später wurde Alan O’Connell CEO des Unternehmens und es wurde in Neuseeland eine weitere Tochtergesellschaft gegründet, 2004 Camfil, Thailand. Das Unternehmen baute in den folgenden Jahren Produktions- und Vertriebsstandorte, unter anderem in Russland, Brasilien, Mexiko und der Slowakei. 2006 wurde Australien Air Filters, Kaefer Raco und IF Luftfilter übernommen.

## Produkte
Das Produktsortiment umfasst Standardfilter für die Klima- und Lüftungstechnik bis hin zu hochspezialisierten Filtern bei Anwendungen, die extrem sensibel auf Luftverunreinigungen reagieren. Camfil Filter kommen täglich auf der ganzen Welt zum Einsatz, um mit hohem Wirkungsgrad Schadstoffe aller Art und in allen Partikelgrößen aus der Luft zu filtern.
Die Produkte werden in folgende Anwendungsgebiete unterteilt:
- Klima und Lüftung – schützen den Menschen
- Reinluftprozesse – schützt Maschinen und Produktion
- Sicherheit & Umweltschutz – schützen unsere Umwelt

Die Hauptproduktgruppen sind Grobstaubfilter, Feinstaubfilter, Schwebstofffilter, Molekularfilter, Filtergehäuse und Montagesysteme.